# Rio Agadão
O rio Agadão é um rio português, afluente do rio Águeda que nasce na Serra do Caramulo no concelho de Tondela; passa por Agadão e desagua no Águeda junto a Castanheira do Vouga.

## Afluentes
- Corga do Lázaro
- Ribeira do Covo
- Corga da Água Alta
- Ribeira do Boi